# Gastrotheca atympana
Gastrotheca atympana és una espècie de granota de la família del hemipràctids.. És endèmica del Perú i només es coneix per la seva localitat tipus al Santuari Nacional Pampa Hermosa, a la Regió de Junín. No té timpà extern, aquest és el motiu del nom específic atympana.

## Descripció
L'holotip, un mascle adult, mesurava 47 mm de longitud del ventre. Li manca timpà extern. El dors i els flancs són de color gris pàl·lid. Hi ha marques de color marró ataronjat amb vores estretes i de color marró fosc. La pell dorsal és finament xagreta. L'iris és de color marró groguenc pàl·lid per sobre i gris pàl·lid per sota i té reticulacions negres.

## Hàbitat i conservació
Habita al bosc primari humit de muntanya a uns 1,540 m (5,050 ft) sobre el nivell del mar. S'ha recollit en un bosc dens sobre branques d'arbres a uns 1,2 metres sobre el sòl.
Gastrotheca atympana només es coneix a partir de dos individus recollits el 2003 i el 2004, malgrat les recerques periòdiques. Fora del Santuari Nacional Pampa Hermosa, les amenaces potencials per a aquesta espècie són la tala il·legal, l'agricultura de tala i crema, les activitats mineres i la construcció de carreteres. Existeix el risc que aquestes activitats envaeixin la reserva.